# Azer Rzayev
Azer Rzayev (en azerí: Azər Rzayev; Bakú, 15 de julio de 1930 – Bakú, 14 de diciembre de 2015) fue un compositor, pedagogo y musicólogo de Azerbaiyán, Artista del Pueblo de la RSS de Azerbaiyán.

## Biografía

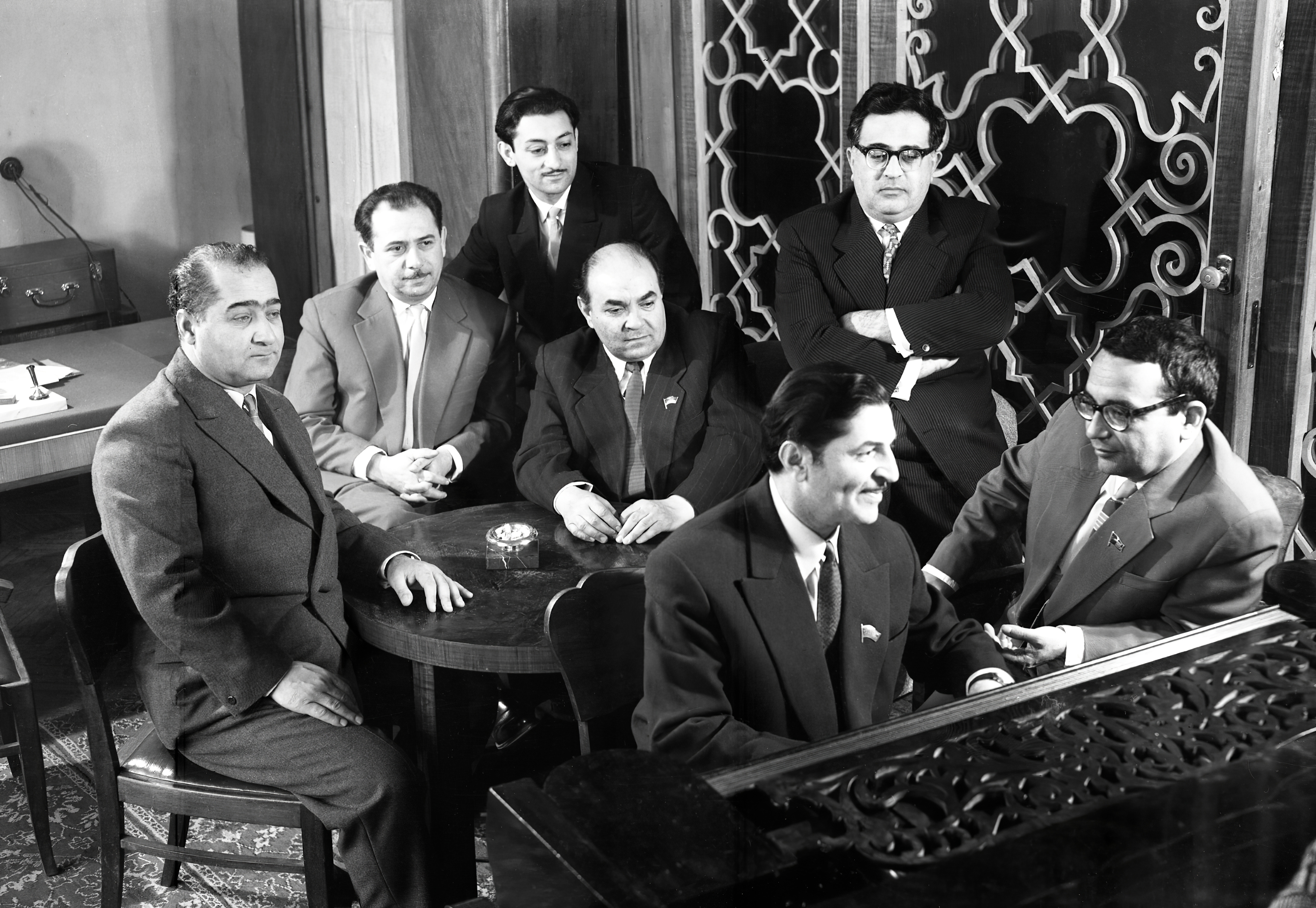
A la izquierda: Jahangir Jahangirov, Tofig Guliyev, Azer Rzayev, Said Rustamov, Soltan Hajibeyov, Niyazi y Qara Qarayev, en 1965.

Azer Rzayev nació el 15 de julio de 1930 en Bakú. Su madre, Hagigat Rzayeva fue una famosa cantante de ópera, actriz de teatro y de cine de Azerbaiyán. En 1953 se graduó de la Academia de Música de Bakú. Desde 1954 fue miembro de la Unión de Compositores de Azerbaiyán. También enseñó en la Academia de Música desde 1957. En 1972-1987 fue director del Teatro de Ópera y Ballet Académico Estatal de Azerbaiyán. El compositor recibió el título “Artista del Pueblo de la RSS de Azerbaiyán” en 1990.
Azer Rzayev murió el 14 de diciembre de 2015 en Bakú y fue enterrado en el Segundo Callejón de Honor.

## Premios y títulos
- Artista de Honor de la RSS de Azerbaiyán (1972)
- Artista del Pueblo de la RSS de Azerbaiyán (1990)
- Orden Shohrat (2000)
- Premio “Humay” (2002)
- Diploma de Honor de Presidente (2010)[5]